# 利諾·馬佐拉蒂
利諾·馬佐拉蒂（Lino Marzoratti，1986年10月12日—）是一位意大利足球運動員。在場上司職後衛，現在效力於意乙聯賽球隊恩波利。
馬佐拉蒂出身於AC米蘭的青訓系統，并在2004-05賽季進入一隊。他代表過意大利U20足球代表隊出場，并參加了2005年的世界青年足球錦標賽。